# ジャプカイ・アボリジニ・カルチャーパーク
ジャプカイ・アボリジニ・カルチャーパーク（英語：Tjapukai Aboriginal Cultural Park:TACP）は、オーストラリアのケアンズ市にあった先住民族の文化を紹介するテーマパーク。

## 沿革
1987年にDavid Hudson、Judy Freeman、Don Freemanらによりケアンズ市郊外のキュランダ村にダンスシアターとして設立。施設名はケアンズ・キュランダ地域に先住していたジャプカイ族に由来し、その子孫たちの一部もスタッフとして働いている。1996年のスカイレール開業と同時に、ケアンズ市内のスミスフィールドへ移転、施設を拡張する。Australian Tourism Awardsなど、数多くの賞を受賞している。2002年にはイギリス王室の女王陛下エリザベス2世の訪問を受ける。2009年には現オーストラリア首相のケビン・ラッドが南太平洋地域の首脳陣を招いたディナー会場としても利用された。
昼間はアボリジニ文化を体験できる「ジャプカイ・デイ」として開園し、夜はアボリジニダンスショーを含むディナーショー、「ジャプカイ・ナイト」を毎晩開催している。「ジャプカイ」とは「熱帯雨林の人々」の意で、独自の言葉であるジャプカイ語を話す。過去に行われたオーストラリアの白豪主義により、ジャプカイ語は一時絶滅の危機に晒されるが、現在ではジャプカイ・アボリジニ・カルチャーパーク内で紹介されるとともに、キュランダの小学校で言語保存のために子供たちに教えられている。
新型コロナウイルス感染症感染拡大によるオーストラリアの国境閉鎖政策を受け、2020年3月23日より一時閉園となっていたが、その後も新型コロナウイルス感染症が長引いたことが影響し、2021年1月7日に恒久的な閉鎖となることが発表された。閉鎖後の施設の利用方法などについては、今後協議されるとのことである。

## 設備
ジャプカイ・アボリジニ・カルチャーパークの中には3箇所のシアターと1箇所の博物館、カルチャー村、湖、レストラン、ギャラリーがあり、さまざまなパフォーマンスと文化を体験できる。

## 営業案内
- 開館時間：ジャプカイ・デイ 9:00 - 17:00/ジャプカイ・ナイト 19:00 - 22:00
- 定休日：クリスマス（12月25日）
- 入場料：ジャプカイ・デイ 大人＄35/ジャプカイ・ナイト 大人＄90

## 所在地
- オーストラリア・ケアンズ市・スミスフィールド・ケアンズウエスタンアーテリアル通
- スカイレール「スミスフィールド駅」に隣接